# Bitratenadaption
Eine Bitratenadaption ist erforderlich, wenn Sender und Empfänger einer Kommunikationsverbindung mit unterschiedlichen Bitraten (Geschwindigkeiten bei der Datenübertragung) arbeiten. Dies ist im ISDN z. B. zwischen Europa (64 kbit/s) und den USA (56 kbit/s) der Fall. Zur Anpassung werden dann Geräte zur Bitratenadaption verwendet.
Ein gebräuchliches Verfahren ist in der ITU-T-Empfehlung V.110 beschrieben.